# Nautilocalyx coccineus
Nautilocalyx coccineus är en tvåhjärtbladig växtart som beskrevs av Feuillet och L.E. Skog. Nautilocalyx coccineus ingår i släktet Nautilocalyx och familjen Gesneriaceae. Inga underarter finns listade i Catalogue of Life.